# Малін Олександр Львович
Олекса́ндр Льво́вич Ма́лін (нар. 19 жовтня 1970, Одеса, УРСР, СРСР) — перший заступник Міністра інфраструктури України.

## Освіта
У 1993 році закінчив Одеський державний педагогічний інститут ім. К. Д. Ушинського за спеціальністю «математика і інформатика», набувши кваліфікацію вчителя математики й інформатики. У 2003 році закінчив Міжрегіональну академію управління персоналом за спеціальністю «правознавство», отримав кваліфікацію юриста.

## Трудова діяльність
Вересень 1987 — червень 1993 — студент Одеського державного педагогічного інституту ім. К. Д. Ушинського.
Грудень 1990 — вересень 1993 — заступник директора малого підприємства «Ромб» з загальних питань, Одеса.
Жовтень 1993 — серпень 1994 — інженер по рекламі колективного підприємства «Мотор-Сервіс», Одеса.
Серпень 1994 — вересень 1995 — помічник генерального директора колективного підприємства «Мотор-Сервіс», Одеса.
Вересень 1995 — вересень 1998 — директор товариства з обмеженою відповідальністю «Техніон», Одеса.
Жовтень 1998 — серпень 1999 — заступник начальника торговельного відділу закритого акціонерного товариства «Рынок Северный», Одеса.
Серпень 1999 — липень 2003 — заступник директора з економічних питань закритого акціонерного товариства «Рынок Северный».
Вересень 2003 — лютий 2004 — заступник директора товариства з обмеженою відповідальністю «Філадельфія», Одеса.
Березень 2004 — квітень 2005 — комерційний директор товариства з обмеженою відповідальністю «Люкс. Системи світла», Одеса.
Квітень — червень 2005 — спеціаліст першої категорії відділу розвитку та організації управління розвитку споживного ринку та захисту прав споживачів Одеської міської ради.
Червень 2005 — лютий 2008 — начальник управління розвитку споживного ринку та захисту прав споживачів Одеської міської ради.
Лютий — червень 2008 — начальник спеціалізованої Державної податкової інспекції по роботі з великими платниками податків у м. Одеса.
Червень 2008 — жовтень 2009 — заступник голови Державної податкової адміністрації в Одеській області — начальник спеціалізованої Державної податкової інспекції по роботі з великими платниками податків у м. Одеса.
Квітень 2010 — грудень 2013 — заступник голови Одеської обласної державної адміністрації з питань будівництва.
12 березня — 4 червня 2014 — голова Державного агентства автомобільних доріг України (Укравтодор).
Розпорядженням Кабінету Міністрів України від 4 червня 2014 № 540-р призначений на посаду першого заступника Міністра інфраструктури України.